# Emilio Visconti-Venosta
Pour les articles homonymes, voir Visconti et Venosta.
Le marquis Emilio Visconti-Venosta (né le 22 janvier 1829 à Milan – mort le 24 novembre 1914 à Rome) est un homme politique italien. Il fut ministre des Affaires étrangères du royaume d'Italie lors de cinq mandats, de 1863 à 1901.

## Biographie
Emilio Visconti-Venosta étudie le droit à Pavie, puis il s'engage en politique d'abord avec les républicains avant de soutenir Cavour. Il épouse Maria Luisa Alfieri de Sostegno, parente de Vittorio Alfieri et petite nièce de Camille Benso comte Cavour.
Disciple de Mazzini, il prend part à tous les conspirations anti-autrichiennes et à l'insurrection de Milan, le 6 février 1853, dont il a prévu l'échec ce qui l'incite à mettre fin à son affiliation mazzinienne. Tout en continuant sa propagande anti-autrichienne, il rend de bons services à la cause nationale; ennuyé par la police autrichienne, il est contraint en 1859 à se réfugier à Turin, et pendant la guerre avec l'Autriche de cette même année, il est nommé, par Cavour, commissaire du Roi dans les forces garibaldiennes.

### Ministre des Affaires étrangères
Élu député en 1860, il accompagne Farini en missions diplomatiques à Modène et Naples et il est, par la suite, envoyé à Londres et Paris pour informer les gouvernements britanniques et français sur la situation italienne. En reconnaissance de la diplomatie utilisée à cette occasion, Cavour lui octroie un emploi stable au sein du ministère des Affaires étrangères. Plus tard, Visconti Venosta est nommé sous-secrétaire d’État par le comte Pasolini. À sa mort de celui-ci, il devient ministre des Affaires étrangères le 24 mars 1863 dans le gouvernement Minghetti. Dans cette fonction, en 1864, il signe la convention de septembre avec la France sur la question romaine.
Sa fonction de ministre se termine avec la chute de Minghetti à l'automne 1864. En mars 1866, il est envoyé par le nouveau chef du gouvernement La Marmora à Constantinople en tant que ministre du roi, mais il est presque immédiatement rappelé et nommé de nouveau ministre des Affaires étrangères par Ricasoli. Il assume la charge au lendemain de la bataille de Custoza et il réussit à éviter qu'une partie de la dette de l'Empire autrichien soit transférée à l'Italie, en plus de la dette de Venise. La fin du gouvernement Ricasoli en février 1867 le prive pour une certaine période de sa charge, mais il redevient ministre des Affaires étrangères en décembre 1869 en entrant dans le gouvernement Lanza-Sella. Il garde le ministère lors du gouvernement suivant de Minghetti et ce, jusqu'à la fin du gouvernement de la droite, en 1876.
Pendant cette longue période, il est appelé à mener des négociations délicates liées à la guerre franco-allemande, l'occupation de Rome et par conséquent la fin du pouvoir temporel du pape, la loi des Garanties et les visites de Victor-Emmanuel II de Savoie à Vienne et Berlin. À l'occasion de son mariage avec la fille du marquis Carlo Alfieri di Sostegno, nièce de Cavour, le roi lui accorde le titre de marquis. Il reste un certain temps dans l'opposition parlementaire avec d'être nommé, le 7 juin 1886, sénateur. Cette même année, il est nommé président de l'Académie de Brera, une charge qu'il occupe pendant deux mandats, jusqu'en 1897 avant de devenir président honoraire.
En 1894, après seize ans d'absence de la politique active, il est choisi comme l'arbitre italien dans le différend de la mer de Béring et en 1896, il accepte le ministère des Affaires étrangères dans le gouvernement Di Rudinì dans un moment où les défaites en Abyssinie et la publication des nouvelles de sources abyssiniennes rendent la position italienne extrêmement difficile. Sa première préoccupation est d'améliorer les relations entre l'Italie et la France, contractant avec Paris un accord à propos de Tunisie. Au cours des négociations sur la question de la Crète et la guerre gréco-turque de 1897, il assure à l'Italie un rôle important sur le plan européen et il soutient Lord Salisbury pour épargner à la Grèce, la perte de Thessalie.
Il se retire de nouveau en mai 1898 dans sa vie privée en démissionnant pour des questions de politiques internes et il retrouve sa charge en mai 1899, toujours comme ministre des Affaires étrangères, dans le second gouvernement Pelloux. Il y reste même dans le gouvernement suivant de Saracco, jusqu'à la chute de celui-ci en février 1901. Au cours de cette période, il consacre son attention principalement au problème de Chine et au maintien d'un équilibre en Méditerranée et dans l'Adriatique. Pour cela, il fait un pacte avec la France qui laisse tacitement les mains libres aux Italiens à Tripoli, tandis que l'Italie ne serait pas immiscer dans la politique française au Maroc. En ce qui concerne l'Adriatique, il conclut un accord avec l'Autriche garantissant le statu quo en Albanie.

### Les dernières années
Prudence et sagesse, avec une expérience inégalée en matière de politique étrangère, lui permettent d'assurer à l'Italie la plus grande influence possible sur la scène internationale, gagnant le respect unanime des diplomaties et des gouvernements européens. En reconnaissance de ses mérites, il est nommé chevalier de l'Annunziata par Victor-Emmanuel III à l'occasion de la naissance de la princesse Iolanda Margherita de Savoie, le 1er juin 1901.
En février 1906, il est le délégué italien dans la conférence d'Algésiras. L'objectif de la conférence est de servir de médiation entre la France et Allemagne dans la première crise marocaine et garantir le remboursement d'un prêt important au sultan en 1904. À Algesiras, Visconti-Venosta met en évidence les contradictions de la politique austro-allemande envers l'Italie, la Triplice se montrant inefficace sur les questions méditerranéennes alors qu'en même temps elle demande à l'Italie de soutenir la tentative de pénétration allemande au Maroc.

## Distinctions

### Décorations italiennes
- Chevalier de l'ordre suprême de la Très Sainte Annonciade - 2 juin 1901
- Chevalier de grand-croix de l'ordre des Saints Maurice-et-Lazare - 2 juin 1901
- Chevalier de grand-croix de l'ordre de la Couronne d'Italie - 2 juin 1901

### Décorations étrangères
- Grand cordon de l'ordre de Léopold (Belgique)
- Chevalier grand-croix de l'ordre de Dannebrog (Danemark)
- Chevalier de l'ordre de l'Aigle rouge (empire d'Allemagne)
- Grand dignitaire de l'ordre de la Rose (empire du Brésil)
- Chevalier de la 5e classe de l'ordre du Medjidié (Empire ottoman)